# Scheherazade and Other Stories
Scheherazade and Other Stories è il sesto album del gruppo inglese Renaissance, realizzato e pubblicato nel 1975 dalle etichette discografiche BTM Records (mercato inglese ed europeo) e Sire Records (per il mercato statunitense).
L'album, considerato da molti fan l'apice della loro discografia, è una suite dove il gruppo viene accompagnato dalla London Symphony Orchestra e da un coro.
Tra i brani, Ocean Gypsy è stato successivamente interpretato anche dai Blackmore's Night, nel loro primo album Shadow of the Moon.

## Tracce
Lato A
1. Trip to the Fair – 10:48 (Michael Dunford, Betty Thatcher, John Tout)
2. The Vultures Fly High – 3:07 (Michael Dunford, Betty Tatcher)
3. Ocean Gypsy – 7:05 (Michael Dunford, Betty Thatcher)

Lato B
1. Song of Scheherazade – 24:37

- Brani: Fanfare, The Betrayal, Love Theme, Festival Preparations e Fugue for the Sultan, strumentali

## Musicisti
- John Tout - tastiere, voce
- Annie Haslam - voce solista
- Jon Camp - basso, basso a pedale, voce
- Terence Sullivan - batteria, percussioni, voce
- Michael Dunford - chitarra acustica, voce
- Renaissance - arrangiamenti musicali
- Tony Cox - arrangiamenti orchestra[4]